# Smoljana
Smoljana je naseljeno mjesto u općini Bosanski Petrovac, Federacija Bosne i Hercegovine, BiH.

## Zemljopis
Selo Smoljana je smješteno 6-7 km sjeverno od Bosanskog Petrovca u samom srcu Grmeča. Selo je otvorenog tipa, raspoređeno po obroncima Grmeča i na zapadnoj strani Bravskog polja. Okruženo je šumom (Omar, Dronjkuša, Ilina Greda, Javornjača, Tivsovac) pa je čitav život ljudi bio vezan za nju. Rijeka Smoljana je ponornica i izvire spod Mlinske grede.
Kod zaseoka Tavani nalazi se Riponjina jama.

## Povijest
U Smoljani postoje ostaci gradina iz rimskog doba. Jedna je Gradina Risovača, druga na Đelinu vrhu, treća kod Brankovića stana. Tamo je nađen nadgrobni natpis na pločici koji potiče iz kasnog doba rimskog carstva i otkriva postojanje jedne porodice aurelijevskog gentilnog imena koja je imala posjed na prostoru današnjeg sela Smoljana. Inače naziv sela otkriva još jednu zanimljivu pojedinost, a to je da je za vrijeme doseljavanja Slavena, bio naseljen od strane jednog ogranka slavenskog naroda Smoljana. Ovaj slavenski narod se na Balkan doselio iz prostora današnje istočne Njemačke i pripada Polapskim Slavenima i njegovi potomci su germanizirani. Najveći dio Smoljana se naselio u Pirinskoj Makedoniji, a pojedini njihovi manji dijelovi su se sigurno naseljavali na usputnim stanicama, pa tako i u petrovačkom području. Ovo dokazuje da se krajem VI. i početkom VII. st. Slaveni ne doseljevaju samo kao koherentni narodi, nego i u dijelovima.

## Stanovništvo

### 1991.
Nacionalni sastav stanovništva 1991. godine, bio je sljedeći:
ukupno: 497
- Srbi - 494
- Hrvati - 1
- ostali, neopredijeljeni i nepoznato - 2

### 2013.
Nacionalni sastav stanovništva 2013. godine, bio je sljedeći:
ukupno: 151
- Srbi - 149
- ostali, neopredijeljeni i nepoznato - 2